# Peter Pikl
Peter Pikl (* 3. Mai 1946 in Salzburg; † 19. Februar 2018 in Mattsee) war ein österreichischer Schauspieler, Theaterregisseur und Intendant. Von 1996 bis 2014 war er Leiter der Komödienspiele Porcia.

## Leben
Peter Pikl wurde als Sohn der Opernsängerin Herta Eibelstorfer geboren. Nach der Matura begann er zunächst ein Studium der Germanistik und Philosophie in Salzburg. Später absolvierte er Schauspiel- und Gesangsstudium am Salzburger Mozarteum, wo er seine spätere Ehefrau, die Schauspielerin Trude Gmeinböck, kennenlernte. Nach dem Studium war er unter anderem als Schauspieler an der Wiener Volksoper und am Salzburger Landestheater engagiert.
1996 übernahm er von Tamás Ferkay die Leitung der Komödienspielen Porcia, nachdem er zuvor bereits dem Ensemble angehörte und 16 Jahre lang mit Herbert Wochinz, dem Gründer der Komödienspiele, zusammenarbeitete. Unter der Intendanz von Peter Pikl wurde der Spielplan erweitert und etwa Werke von Oscar Wilde und Arthur Schnitzler und Stücke zeitgenössischer Autoren aufgeführt. Außerdem etablierte er ein Kindertheater. 2014 gab er aus gesundheitlichen Gründen die Leitung an Angelica Ladurner ab und wurde von Landeshauptmann Peter Kaiser mit dem Großen Ehrenzeichen des Landes Kärnten ausgezeichnet.
In der Fernsehserie Floris von Rosemund verkörperte er 1975 in acht Folgen die Rolle des Sergeants, in der Serie Ein idealer Kandidat mit Herbert Fux spielte er 1997 die Rolle des Monsignore Kögler.
Im Februar 2018 starb er im Alter von 71 Jahren nach langer Krankheit in Mattsee bei Salzburg.

## Auszeichnungen (Auswahl)
- 2014: Großes Ehrenzeichen des Landes Kärnten[4]

## Filmografie (Auswahl)
- 1975: Floris von Rosemund (Fernsehserie, acht Episoden)
- 1976: Der Konfuse
- 1978: Der Spekulant
- 1979: Der ganz normale Wahnsinn – Zweites Kapitel
- 1979: George Dandin
- 1982: Tartuffe
- 1983: Kottan ermittelt – Fühlt wie Du
- 1983: Die fünfte Jahreszeit (Fernsehserie, zwei Episoden)
- 1991: Ein Schloß am Wörthersee – Der Löwe ist los
- 1991: Ilona und Kurti
- 1993: Kaisermühlen Blues – Saure Wiesen
- 1993: Verlassen Sie bitte Ihren Mann!
- 1997: Ein idealer Kandidat (Fernsehserie, fünf Episoden)
- 1999: Medicopter 117 – Jedes Leben zählt – In letzter Sekunde
- 2000: Schloßhotel Orth – Endspurt
- 2005: Ein Paradies für Tiere
- 2015: Mathilde liebt